# Christiane Kuby
Christiane Kuby (* 19. Januar 1952 in Frankfurt am Main) ist eine deutsche Übersetzerin.

## Leben
Christiane Kuby wuchs auf in Miltenberg, Frankfurt am Main und Luxemburg, wo sie 1969 die Reifeprüfung ablegte. Anschließend war sie bis 1989 Mitarbeiterin der Stiftung „Castrum Peregrini“ in Amsterdam. Von 1972 bis 1982 studierte sie Romanistik und Germanistik an der Universität von Amsterdam. Sie schloss dieses Studium mit dem Staatsexamen ab und wirkte von 1980 bis 1984 als Assistentin im Fach Literaturdidaktik.
Von 1987 bis 1995 war sie Mitarbeiterin diverser niederländischer Literaturzeitschriften. Seit 1996 ist Christiane Kuby als freiberufliche Übersetzerin tätig. Sie lebt in Amsterdam.
Christiane Kuby übersetzt belletristische und wissenschaftliche Werke aus dem Niederländischen ins Deutsche. Sie ist Mitglied im Verband deutschsprachiger Übersetzer literarischer und wissenschaftlicher Werke, VdÜ. 2012 wurde sie für ihre Übersetzung des Romans „Götterschlaf“ von Erwin Mortier mit dem Else-Otten-Preis ausgezeichnet.

## Werke
- Vauvenargues, Amsterdam 1977

## Herausgeberschaft
- Indonesia aka kabar? Meppel, Niederlande 1990

## Übersetzungen
- Kader Abdolah: Dawuds Traum, Stuttgart 2005
- Kader Abdolah: Die geheime Schrift, Stuttgart 2003
- Kader Abdolah: Das Haus an der Moschee, Berlin 2007
- Kader Abdolah: Mohammad, der Prophet, Berlin 2009
- Kader Abdolah: Die Reise der leeren Flaschen, Berlin 1999
- Jeroen Brouwers: Geheime Zimmer, Stuttgart 2002
- Chris Buskes: Evolutionär denken, Darmstadt 2008 (übersetzt zusammen mit Herbert Post)
- Jan De Cock: Hotel hinter Gittern, München 2005
- Govert Derix: Ayahuasca, eine Kritik der psychedelischen Vernunft, Solothurn 2004 (übersetzt zusammen mit Herbert Post)
- Stephan Enter: Spiel, Berlin 2009
- Erfundene Kunst, Frankfurt am Main 2003 (übersetzt zusammen mit Herbert Post)
- Carl Friedman: Der graue Liebhaber, Leipzig 1997
- Carl Friedman: Zwei Koffer, Berlin 1999
- Robert Haasnoot: Der Erinnerer, Berlin 2008
- Robert Haasnoot: Steinkind, Berlin 2005
- Robert Haasnoot: Wahnsee, Berlin 2001
- Hendrike C. Halberstadt-Freud: Elektra versus Ödipus, Stuttgart 2000 (übersetzt zusammen mit Herbert Post)
- Caroline Hanken: Vom König geküßt, Berlin 1996
- Marie Kessels: Ein anmutiger Sprung, Berlin 1998
- Herman Koch: Sommerhaus mit Swimmingpool, Köln 2011
- Herman Koch: Odessa Star, Roman, Kiepenheuer & Witsch, Köln 2013, ISBN 978-3-462-04559-8
- Tomas Lieske: Franklin, Reinbek bei Hamburg 2004.
- Tomas Lieske: Gran Café Boulevard, Berlin 2005.
- Tomas Lieske: Isabel oder Der Duft der Liebe, Berlin 2008
- Hajo G. Meyer: Das Ende des Judentums, Neu-Isenburg 2005 (übersetzt zusammen mit Herbert Post)
- Erwin Mortier: Götterschlaf, Köln 2010
- Tonnus Oosterhoff: Das dicke Herz, Berlin 1999
- Vincent Overeem: Misfit, Berlin 2010
- Leo Pleysier: Schwarz vor Volk, Berlin 1999
- Frans Pollux: Tage der Flut, Berlin 2011
- Maya Rasker: Mit unbekanntem Ziel, Frankfurt am Main 2001
- Astrid Roemer: Könnte Liebe sein, Berlin 1998
- Martin Ros: Schakale des Dritten Reiches, Stuttgart 1997 (übersetzt zusammen mit Herbert Post)
- Helga Ruebsamen: Bär ist zurück, Leipzig 2000
- Helga Ruebsamen: Das Lied und die Wahrheit, Leipzig 1998
- Rik Smits: Alles mit der linken Hand, Berlin 1994
- Pieter F. Thomése: Der sechste Akt, Leipzig 1999
- Robijn Tilanus: QUINTessenz, Leipzig 2009 (übersetzt zusammen mit Herbert Post)
- Madeline Tolhuisen: Die Leibärztin, München 2007
- Koen Vergeer: Formel 1, Berlin 2001 (übersetzt zusammen mit Herbert Post)
- Jan Verplaetse: Der moralische Instinkt, Göttingen 2011 (übersetzt zusammen mit Herbert Post)
- Die Wieder-Herstellung der Hochschule, Amsterdam 1997 (übersetzt zusammen mit Marja Loomans)
- Caspar Wintermans: Lord Alfred Douglas, München 2001 (übersetzt zusammen mit Herbert Post)
- Josha Zwaan: Parnassia, Berlin 2012 (übersetzt zusammen mit Herbert Post)